# 대한민국 제16대 대통령 선거 광주광역시
이 문서는 대한민국 제16대 대통령 선거의 광주광역시 지역 개표 결과이다.

## 개표 결과

### 동구
|  | 93.56% |

|  | 5.19% |

|  | 0.83% |

|  | 0.19% |

|  | 0.14% |

|  | 0.06% |

### 서구
|  | 95.26% |

|  | 3.65% |

|  | 0.85% |

|  | 0.10% |

|  | 0.08% |

|  | 0.03% |

### 남구
|  | 95.39% |

|  | 3.51% |

|  | 0.79% |

|  | 0.13% |

|  | 0.11% |

|  | 0.03% |

### 북구
|  | 95.49% |

|  | 3.35% |

|  | 0.90% |

|  | 0.10% |

|  | 0.10% |

|  | 0.03% |

### 광산구
|  | 95.09% |

|  | 3.15% |

|  | 1.41% |

|  | 0.19% |

|  | 0.10% |

|  | 0.04% |

## 전체 결과
|  | 95.17% |

|  | 3.57% |

|  | 0.96% |

|  | 0.13% |

|  | 0.10% |

|  | 0.04% |

새천년민주당 노무현 후보가 95.17%라는 압도적인 득표율을 기록하면서 광주광역시에서 승리를 거두었다. 1987년 민주화 이후 호남 지역은 민주당계 정당의 지역적 기반으로 여겨져 왔는데 14대 대선 이후 이번 대선까지 3번의 대선에서 연속으로 민주당계 정당 후보가 95% 이상의 득표율을 기록하면서 광주광역시에서의 압도적인 지지세를 다시 한 번 재확인했다.
한나라당 이회창 후보는 3.57%의 득표율을 기록하면서 보수 정당으로써는 험지임을 증명했다. 그럼에도 1%대 득표율을 기록했던 지난 대선보다는 득표율이 약간 상승하였다.

### 주요 후보 결과
| 지역   | 이회창 | 이회창 | 노무현  | 노무현 |
| 지역   | 득표수 | 득표율 | 득표수  | 득표율 |
| ------ | ------ | ------ | ------- | ------ |
| 동구   | 3,534  | 5.19%  | 63,650  | 93.56% |
| 서구   | 6,066  | 3.65%  | 158,220 | 95.26% |
| 남구   | 4,353  | 3.51%  | 118,176 | 95.39% |
| 북구   | 8,498  | 3.35%  | 241,808 | 95.49% |
| 광산구 | 4,418  | 3.15%  | 133,328 | 95.09% |

새천년민주당 노무현 후보가 전 지역에서 90% 이상의 득표율을 기록하면서 압도적인 승리를 거두었다. 특히 동구를 제외한 나머지 지역에서는 95% 이상의 득표율을 기록했다.
한나라당 이회창 후보는 동구에서 5% 이상의 득표율을 기록했지만 나머지 지역에서는 3%대의 득표율에 머물렀다.

## 같이 보기
- 대한민국 제16대 대통령 선거